# Uriel Bertran
Uriel Bertran i Arrué (Badalona, 1976) es un economista y político español. Desde 2007 hasta 2010 lideró la corriente interna de ERC Esquerra Independentista, que proponía un cambio de estrategia del partido, más coherente con su ideología independentista, republicana y de izquierdas.
Formó parte de Solidaritat Catalana per la Independència, de la que es uno de los creadores, junto con Joan Laporta y Alfons López Tena. En las elecciones al Parlamento de Cataluña de 2010 fue elegido diputado por la circunscripción de Barcelona.

## Biografía
Licenciado en Economía por la Universidad Pompeu Fabra, en 1993 entró a militar en las Joventuts d'Esquerra Republicana de Catalunya (JERC) y en 1994 en Esquerra Republicana de Catalunya (ERC). En 1997 es elegido Portavoz Nacional de las JERC, cargo que revalidaría hasta 2003; como máximo dirigente de las juventudes, Bertran estuvo presente en la dirección nacional de Esquerra Republicana. También colaboró con el movimiento insumiso en España.
En las elecciones catalanas de 2003 fue elegido diputado en el Parlamento de Cataluña por la lista de ERC, tras las cuales se formó el Tripartito catalán. En julio de 2004, el Congreso Nacional del partido lo eligió como Secretario Nacional de Imagen y Comunicación. Desde esta nueva responsabilidad diseñó la campaña por el "no" al referéndum del Estatuto de Autonomía de Cataluña de 2006. Volvió a concurrir a las elecciones autonómicas de 2006 siendo elegido diputado de nuevo. 
Pero la pérdida de votos en estas y en las posteriores elecciones municipales de 2007 y la falta de ambición política del "Segundo Tripartito" le empujó a liderar un manifiesto interno dentro de ERC. Este manifiesto se hizo público el 5 de junio de 2007: exigía el inicio del proceso para llegar a convocar un referéndum nacional sobre la independencia de Cataluña y la convocatoria del Congreso Nacional del partido para debatir este proyecto. Joan Puigcercós le obligó a dimitir de la Dirección de ERC inmediatamente. 
Posteriormente, Uriel Bertran lideró una corriente de pensamiento dentro de ERC llamado Esquerra Independentista, junto con Elisenda Paluzie, Héctor López Bofill y Pilar Dellunde. Su objetivo era el relanzamiento de ERC tras los reiterados descensoso electorales.
En julio de 2010 creó, junto con Joan Laporta y Alfons López Tena, el movimiento Solidaritat Catalana per la Independència, coalición política que se presentó a las elecciones al Parlamento de Cataluña de 2010 y por la cual fue elegido diputado por Barcelona. En ese momento dejó de ser militante de ERC.
Aparte de su trabajo como diputado en el Parlamento de Cataluña, fue profesor asociado de la Facultad de Economía y Empresa de la Universidad de Barcelona y ha impartido cursos en la Universidad Catalana de Verano. Es autor de varias publicaciones catalanas, como Avui, El Punt, El Periódico de Catalunya y El Temps.